# Leptonetela reticulopecta
Espèce
Leptonetela reticulopecta est une espèce d'araignées aranéomorphes de la famille des Leptonetidae.

## Distribution
Cette espèce est endémique du Guizhou en Chine,. Elle se rencontre dans le xian de Suiyang à l'entrée des grottes Manwang, Luojiao, Shanwang, Mahuang et Shanlin.

## Description
Le mâle holotype mesure 2,06 mm et la femelle paratype 2,14 mm.

## Systématique et taxinomie
Cette espèce a été décrite par Lin et Li en 2010.
Qianleptoneta sublunata, placée en synonymie par Wang et Li en 2011, a été relevée de synonymie par Hu et Liu en 2023.

## Publication originale
- Lin & Li, 2010 : « Leptonetid spiders from caves of the Yunnan-Guizhou plateau, China (Araneae: Leptonetidae). » Zootaxa, no 2587, p. 1-93.